# جری کلنا
جری کُلُنا (انگلیسی: Jerry Colonna; ۱۷ سپتامبر ۱۹۰۴ – ۲۱ نوامبر ۱۹۸۶) ترانه‌سرا، خواننده، هنرپیشه، کمدین و نوازندهٔ ترومبون اهل ایالات متحده آمریکا بود. وی بین سال‌های ۱۹۳۷ تا ۱۹۶۶ میلادی فعالیت می‌کرد.

## گزیدهٔ فیلم‌شناسی
از فیلم‌ها یا برنامه‌های تلویزیونی که وی در آن نقش داشته‌است می‌توان به آثار زیر اشاره کرد.
- آتلانتیک سیتی (فیلم ۱۹۴۴) (۱۹۴۴)
- آلیس در سرزمین عجایب (۱۹۵۱)